# Helen Broderick
Helen Broderick (11 de agosto de 1891 – 25 de septiembre de 1959) fue una actriz teatral y cinematográfica estadounidense, conocida por sus papeles cómicos. 

## Resumen biográfico

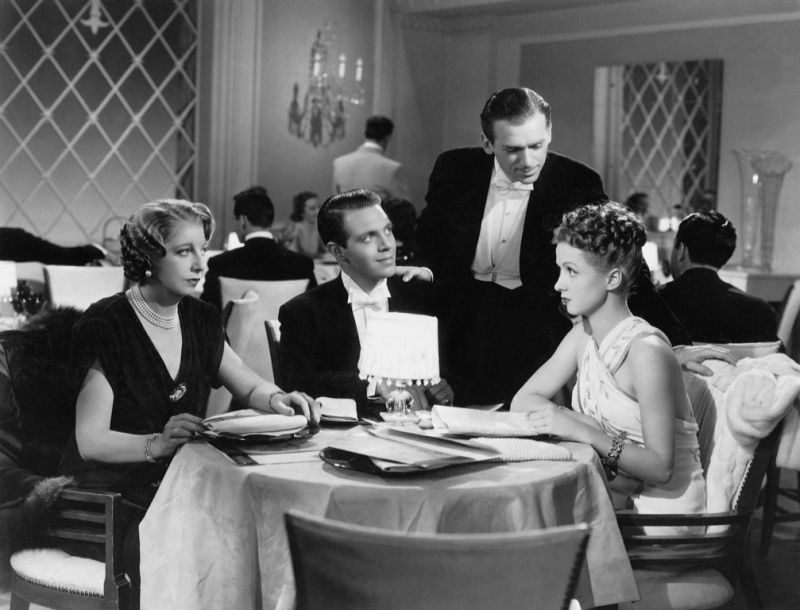
De izquierda a derecha: Helen Broderick, Louis Hayward, Douglas Fairbanks, Jr. y Danielle Darrieux en La ira de París (1938)

Nacida en Filadelfia, Pensilvania, empezó a actuar en Broadway como corista en el show Follies of 1907, la primera de las revistas anuales de Florenz Ziegfeld. 
A finales de la década de 1920 interpretaba primeros papeles, destacando entre ellos el llevado a cabo en Fifty Million Frenchmen. En los primeros años treinta protagonizó las revistas The Band Wagon y As Thousands Cheer. 
Entre sus papeles para el cine se incluyen los interpretados en las películas de Fred Astaire y Ginger Rogers Sombrero de copa y Swing Time. 
Broderick estuvo casada con el actor Lester Crawford, y fue la madre del actor ganador de un Oscar Broderick Crawford. Helen Broderick falleció en 1959 en Beverly Hills, California, por causas naturales. Fue enterrada en el Cementerio Ferndale de Johnston, Nueva York.